# Amílcar Magón
Amílcar Magón, adaptación al griego del fenicio Abd Melkart, «servidor de Melkart» (524 a. C.-480 a. C.), fue un general y político cartaginés. Fue el fundador de la familia de los Giscónidas. 
Fue el comandante cartaginés de la expedición a Sicilia en el 480 a. C. Heródoto dice que era hijo de Hannón el Navegante y de una mujer de Siracusa y le da el título de «rey» (Βασιλεύς), título que los griegos daban a los dos magistrados principales de Cartago, si bien el nombre más correcto es sufetes o jueces. 
Pasó su infancia en el dominio familiar en Giscón, de ahí el nombre que transmitió a sus descendientes.
A los 20 años, se lanzó a una carrera política y enseguida fue despreciado por los otros aristócratas de la ciudad con motivo de sus reformas cercanas al pueblo. Se presentó a la elección de nuevo Basileo, aunque no fue elegido hasta el tercer intento.
Marco Juniano Justino afirma que sirvió con distinción en Cerdeña y África, pero dice que era hijo de Magón I de Cartago y hermano menor de Asdrúbal Magón. Debido a estos méritos llegó a la más alta dignidad de la política cartaginesa, y en el 484 a. C. partió a Sicilia. Durante el viaje a la isla perdió algunos barcos por las tormentas, pero llegó a Panormo y de esta ciudad pasó a Hímera y comenzó el asedio de esta ciudad con un inmenso ejército de 100.000 hombres. Hímera estaba defendida por Terón, tirano de Agrigento, que se refugió detrás de las murallas sin presentar combate. 
Gelón, el tirano de Siracusa y de Gela, que era el suegro de Terón, no tardó en acudir en ayuda de su yerno y se enfrentó a los cartagineses, y como el asedio estuvo lleno de dificultades, Amílcar no lo re-emprendió hasta el 480 a. C. Según Diodoro Sículo pactó con  los persas que sometería a los griegos de Sicilia, mientras el ejército aqueménida hacía lo propio con el de Grecia continental. Zarpó de Cartago en la primavera de 480 a. C. con importantes contingentes terrestres y navales: el ejército de tierra contaba con unos 300.00 hombres, y el naval sumaba doscientas naves de guerra, así como más de 300 barcos de transporte. Durante la travesía del mar Líbico perdió los transportes de caballos y carros a causa de una tempestad. Después de desembarcar en Panormo y reponerse del desastre sufrido, a los tres días se dirigió con sus fuerzas de tierra a Hímera, tal y como se ha mencionado arriba según refieren tanto Justino como Diodoro. 
Nuevo callejón sin salida para Amílcar, pues fue derrotado por Gelón y Terón delante de la ciudad pese a su superioridad numérica. Los cartagineses que no murieron en la batalla y pudieron escapar fueron hechos prisioneros por los hombres de Gelón.
De la suerte que corrió Amílcar existen diversos relatos, pero casi todos están de acuerdo en que murió allí. Según Diodoro Sículo y Polieno, cayó al principio de la batalla a manos de una unidad de caballería que Gelón había infiltrado en las líneas enemigas con una estratagema. Heródoto dice que su cuerpo no fue encontrado y corrió el rumor de que se había suicidado al ver la batalla perdida, tirándose al fuego en el cual se habían hecho los sacrificios propiciatorios. Dice también Heródoto que le fueron rendidos honores en Cartago y otras ciudades, cosa poco compatible con lo que afirma Diodoro, quien explica que su hijo, Giscón, fue desterrado de Cartago por la derrota del padre. Justino dice que tuvo tres hijos: Himilcón, Hannón Giscón y Giscón.
Otra versión, diametralmente opuesta a las anteriores, cuenta que, de regreso a Cartago, se granjeó numerosos enemigos y sus deudas se incrementaron. Vendió sus propiedades e intentó una serie de reformas. Pero en 478 a. C., durante una conspiración organizada por los aristócratas, fue acusado de traición a los sicilianos y condenado al exilio.
Perseguido por sus enemigos, se refugió en las islas Baleares y murió en la miseria hacia el año 469 a. C. Sus descendientes, sobre todo Aníbal Giscón, intentaron vengar la deshonra impuesta a su padre por los sicilianos.